# Tiếng Cát Triệu
Tiếng Cát Triệu (tiếng Trung: 吉兆话, Hán-Việt: Cát Triệu thoại) là một ngôn ngữ Tai–Kadai chưa phân loại, hiện diện ở thôn Đàm Ba (吉兆村), trấn Đàm Ba (覃巴镇), Ngô Xuyên, Quảng Đông. Ở địa phương, tiếng Cát Triệu được gọi là Hải Thoại (海话), một cái tên hay dùng ở Lôi Châu, Từ Văn, và Mậu Danh để chỉ thứ tiếng Mân Nam địa phương của Bán đảo Lôi Châu.

## Dân cư
Tiếng Cát Triệu là một ngôn ngữ bị đe dọa nghiêm trọng với người nói đều đã lớn tuổi (Shao 2016:70). Trong phạm vi làng Cát Triệu, nó được nói ở xóm Cát Triệu (吉兆), Mai Lâu (梅楼), và Hồng (洪) (Shao 2016:9).
Tính đến năm 2017, có chưa tới 100 người nói tiếng Cát Triệu, đa số đều trên 70 tuổi.

## Phân loại
Shao & Meng (2016) ghi nhận một số nét tương đồng với tiếng Ông Bối miền bắc Hải Nam, nhưng tạm thời cho tiếng Cát Triệu tình trạng chưa phân loại trong nhánh Kam-Tai. Ngôn ngữ này cũng chịu ảnh hưởng của tiếng Quảng Đông và tiếng Mân Nam.
Weera Ostapirat (1998), sau khi phân tích tài liệu của Zhang (1992), cũng thấy tiếng Ông Bối và Cát Triệu có sự tương đồng về từ vựng và ngữ âm, và cho rằng nó là tàn dư của một nhánh ngôn ngữ liên quan đến tiếng Ông Bối.

## Ngữ âm
Tiếng Cát Triệu có sáu thanh (Shao 2016:15).
1. [˨˩] 21
2. [˧˩] 31
3. [˧˨] 32
4. [˧] 33
5. [˥] 55
6. [˦˥] 45

Tiếng Cát Triệu, như tiếng Hlai, có hai âm hút vào /ɓ/ và /ɗ/ (Li & Wu 2017).